# Catedral metropolitana de San Salvador
La Catedral Metropolitana del Divino Salvador del Mundo es la iglesia principal de la arquidiócesis católica de San Salvador, en El Salvador, y sede del arzobispo metropolitano.

## Historia

### Orígenes
La ciudad de San Salvador ha tenido en su historia tres catedrales debido a desastres que destruyeron la edificación. La primera catedral se ubicaba en el sitio de la antigua iglesia parroquial y donde hoy está la iglesia el Rosario, al oriente de la Plaza Libertad. La segunda, y también la tercera catedral, se ubicó frente a la Plaza Gerardo Barrios de San Salvador, también conocida como Plaza Cívica que en su costado occidental se levanta el Palacio Nacional. La catedral tiene una historia de tragedia y de renacimiento.

#### Antigua iglesia parroquial y primera catedral

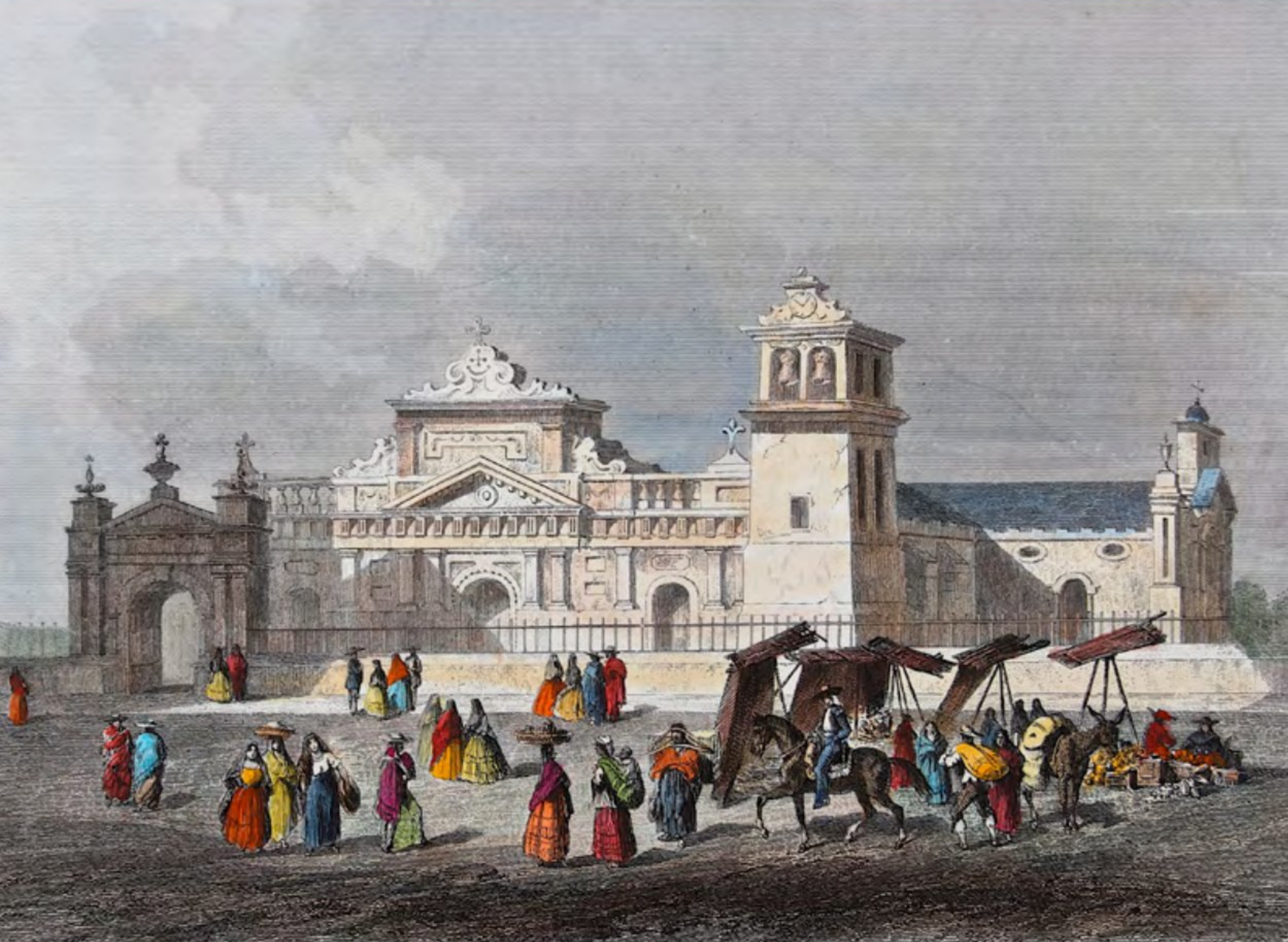
Litografía coloreada de la antigua iglesia parroquial y primera catedral de San Salvador en 1867

Cuando la villa de San Salvador se trasladó desde su sitio original en el valle de la Bermuda cerca de Suchitoto (lo que es el sitio arqueológico de Ciudad Vieja) al valle de Zalcoatitán o de las Hamacas (donde se encuentra actualmente) se destinó un predio al oriente de la Plaza Pública (también llamada Plaza de Armas o Plaza Mayor, hoy Plaza Libertad) para construir la parroquia de la población, en el mismo sitio donde desde fines del siglo XIX estaría la iglesia El Rosario.
Debido a los terremotos que asolaron San Salvador, la parroquia fue varias veces destruida y reconstruida; así, por el terremoto del 21 de abril de 1594, quedó sepultado bajo los escombros del templo el párroco Francisco Ramos. Para cuando la ciudad fue visitada por Pedro Cortés y Larraz, arzobispo de Guatemala (en cuya jurisdicción se encontraba la entonces alcaldía mayor de San Salvador), varios de los edificios de la ciudad se veían arruinados a causa de los temblores.
Los terremotos del 30 de mayo de 1776 y 2 de febrero de 1798 dejaron inutilizado el templo parroquial, viéndose en la necesidad de reconstruirlo; mientras tanto, se utilizó como parroquia provisional la iglesia o ermita de la presentación (más adelante denominada iglesia del Pilar o de San José, que quedó en ruinas luego del incendio del 8 de diciembre de 1975). Sería hasta 1808 que inició la construcción del nuevo templo, gracias a la iniciativa del presbítero José Matías Delgado que desde el 12 de agosto de 1797 se encontraba ejerciendo como vicario provincial y juez eclesiástico del partido de San Salvador; quedando habilitado para el servicio divino en 1811, finalizando su construcción en 1818. Este templo tuvo la forma de una cruz latina, con el eje mayor dirigido de este a oeste, dividido en una nave central y dos laterales; la fachada hecha de sólida mampostería tenía en el rumbo sur una torre para el campanario; las naves laterales estaban hechas en sus fundamentos de piedra y sobre ello de ladrillo; y el techo estaba cubierto de teja.
En la parroquia recién reconstruida, el presbítero Delgado cantó el Te Deum el 5 de noviembre de 1811, luego del éxito del primer movimiento independentista; más adelante, sus campanas tocaron a arrebato el 24 de enero de 1814, por órdenes de los presbíteros hermanos Aguilar, durante el segundo movimiento independentista; el 21 de septiembre de 1821, el presbítero José Ignacio Zaldaña cantó ahí el gloria luego que el gobierno de la entonces provincia de San Salvador recibiese la noticia de la independencia firmada el 15 de septiembre de ese año.
Desde 1770 se buscaba que San Salvador fuese sede de su propia diócesis, separada de la de Guatemala. Debido a la falta de voluntad de las autoridades, y al considerar que luego de la independencia los gobiernos de las provincias heredaban el patronato regio que anteriormente tenía el monarca español, el 30 de marzo de 1822, la junta de gobierno de la provincia de San Salvador declaró al presbítero José Matías Delgado (entonces también gobernante de la provincia con el título de jefe político) como obispo de San Salvador; esta decisión fue ratificada con el congreso de la provincia el 10 de noviembre de ese año, y luego por el congreso constituyente del estado del Salvador el 27 de abril y 4 de mayo de 1824; el 5 de mayo de 1824, Delgado tomó posesión como obispo en presencia de los diputados del congreso constituyente y el jefe político del Estado Juan Manuel Rodríguez, y con discurso dado por el exrector de la Universidad de San Carlos de Guatemala el presbítero José Simeón Cañas. Debido a la oposición del obispo de Guatemala fray Ramón Casaus y Torres, principalmente por la pérdida de los diezmos provenientes del territorio salvadoreño, el papa León XII condenó la decisión de las autoridades salvadoreñas y obligó a Delgado a retractarse de su elección por el obispo, lo que así se realizó, por lo que el territorio salvadoreño permaneció unido a la diócesis de Guatemala, manteniéndose en constante disputa las autoridades eclesiásticas salvadoreñas y las de Guatemala durante la existencia de la República Federal de Centroamérica.
El 28 de febrero de 1842, por bula del papa Gregorio XVI, se creó oficialmente la diócesis de San Salvador, por la que la antigua parroquia se convirtió en la primera catedral; el 28 de enero de 1843 fue nombrado como primer obispo Monseñor Jorge de Viteri y Ungo, quien tomo posesión de su cargo el 25 de septiembre de ese año.
El templo parroquial, luego catedral, sufrió deterioros por los terremotos del 10 de agosto de 1815, 7 de febrero de 1831 y 22 de marzo y 1 de octubre de 1839. En el terremoto del 16 de abril de 1854, la torre del reloj y campanario de la catedral se desplomó produciendo la caída de buena parte de la iglesia; ante ello las autoridades eclesiásticas, al igual que las civiles, se trasladaron a Cojutepeque, sirviendo como sede provisional del obispo la iglesia de San Sebastián de esa población. La catedral sería reconstruida pero su parte superior en lugar de ser de mampostería fue hecha de madera y lámina. Finalmente el terremoto del 19 de marzo de 1873 provocó su derrumbe definitivo.

#### Segunda catedral

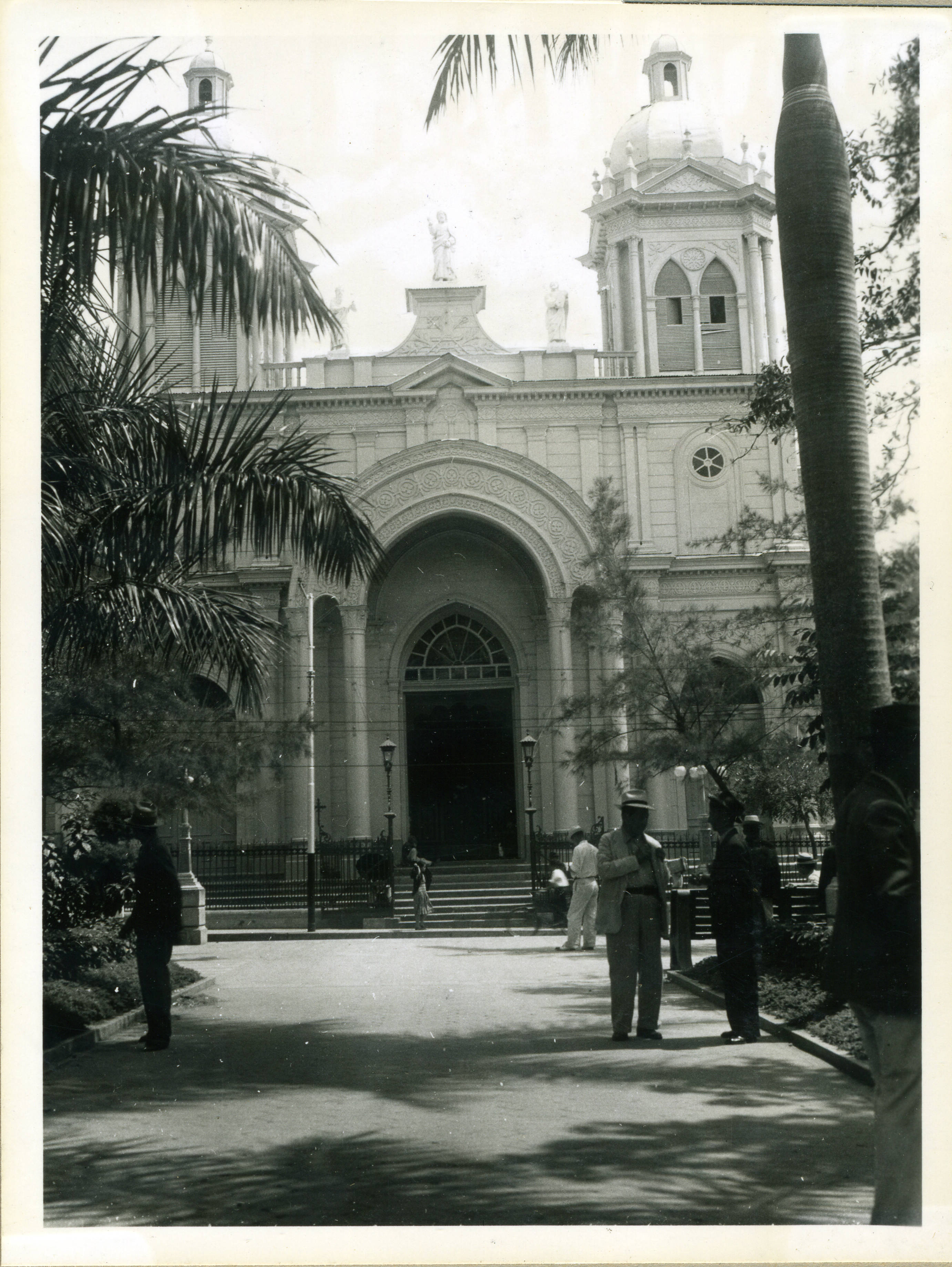
La segunda catedral de San Salvador por 1943

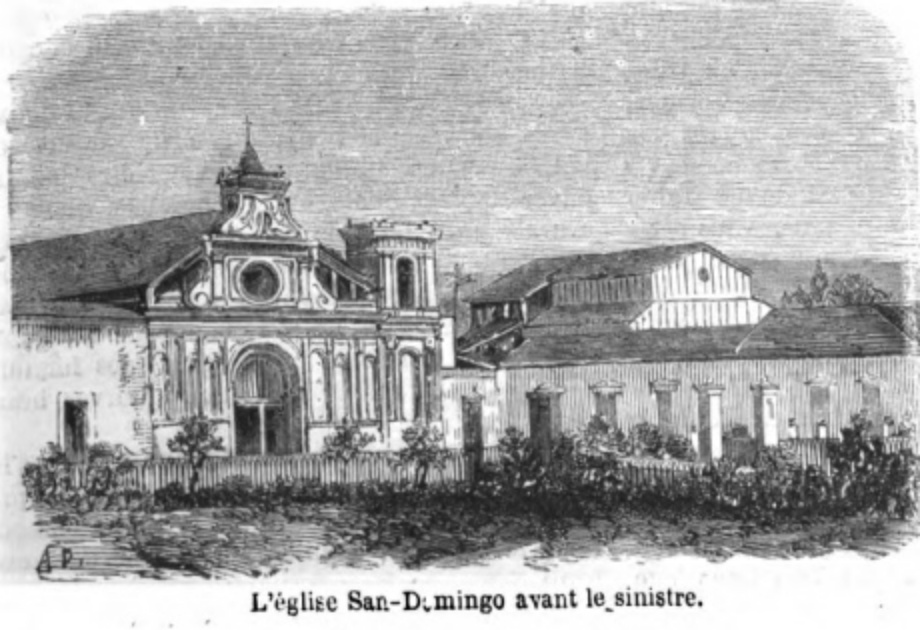
Litografía de la iglesia de Santo Domingo antes del terremoto de 1873

##### Templo y convento de Santo Domingo
Antes del terremoto de 1873, en el predio frente a la antigua plaza de Santo Domingo (que luego de la construcción del primer Palacio Nacional se la conoció como parque o plaza Central, luego como plaza Bolívar y finalmente como plaza Barrios), donde más adelante se levantaron la segunda y tercera catedral, se erguía la iglesia y el convento de lo orden de Santo Domingo o de los dominicos. Los cuales se habían establecido en San Salvador en 1551 cerca del río Acelhuate, y en 1556 decidieron trasladarse a una nueva zona, lo que lograrían hasta 1566 cuando se movieron a las casas y terreno que ese año les entregó Nicolás López de Irraraga; en dicho terreno construirían un rancho de horcones que funcionaría como templo provisional y que desde 1568 se buscaría hacerlo permanente.
El terremoto del 23 de mayo de 1575 destruyó las casas de Irraraga, donde se alojaban los monjes, quedando una gran explanada frente al templo que se convirtió en la plaza, mientras que el convento se construyó al lado poniente del templo, extendiéndose hasta la actual plaza San Martín. Durante la época colonial, el convento de los dominicos fue el que llegó a tener mayor esplendor en San Salvador, con abundante platería y variedad de objetos de arte religioso en su interior, debido a la riqueza y al poder que la orden logró alcanzar en ese período, llegando incluso a servir como banco de préstamos para los hacendados de la época y a ser propietaria de fábricas de hierro y de fraguas, y de varias propiedades como las haciendas: Estamecayo, Atapasco y La Anunciación (todas ubicadas en el valle de Zapotitán).Tanto el templo como el convento, fueron destruidos y levantados varias veces debido a los terremotos del 21 de abril de 1594, 3 de noviembre de 1658, 1671, y 6 de marzo de 1719. Luego de ese último sismo, se construyó en la plaza de Santo Domingo un rancho de paja para vivienda de los religiosos y una ermita de paja que se mantuvieron hasta 1721, cuando se inauguró el templo y convento.
El templo y convento construidos en 1721 serían los últimos de la época colonial; y en dicho templo fue sepultado el prócer Santiago José Celis en 1814. En 1829, los dominícos fueron expulsados del país, el templo fue convertido en parroquia, y el antiguo convento de Santo Domingo sería la sede del Colegio de la Asunción y la Universidad Nacional desde el 5 de noviembre de 1844, y más adelante se lo convirtió en cuartel. Estas edificaciones sufrieron varias reparaciones después de resultar averiadas por los terremotos de 1776, 1798, 1815, 1831 y 1839; hasta quedar destruidos en el terremoto de 1854, en el que se hundió la mayor parte del templo al colapsar sus torres.
Ese templo existente de 1721 a 1854, según refiere el párroco José Miguel Funes (quien se hizo cargo del templo en 1860) en su “Descripción de la iglesia de Santo Domingo, su estado hasta la ruina de 1854”, estaba orientado de Norte a Sur y tenía forma de cruz latina, midiendo un total de 50 varas de largo y 15 de ancho. Su fachada era de orden jónico, hecha de mampostería bastante gruesa y estaba compuesta por dos cuerpos; en el primero sobresalía la puerta mayor al medio y había cuatro columnas a cada lado formando cuadros; por sobre la cornisa del primer cuerpo se levantaba el segundo, que era similar con una ventana redonda en el medio, mientras que en la parte más alta había en los extremos de ambos lados dos cimborrios o torres y al centro un pequeño pedestal en el que estaba grabada una estrella (símbolo de Santo Domingo) sobre el que se levantaba un pico proporcional a los cimborrios. El campanario se encontraba más bajo que el resto de la fachada, contaba con una pequeña cúpula, y tenía tres campanas de diferentes tamaños, ordenadas al parecer en forma descendente, y de las que para 1854 solo funcionaba la más pequeña. La iglesia tenía paredes de calicanto y adobe, y techos de teja; su interior contaba con tres naves, separadas por pilares de mampostería y cuatro capillas en los que abundaban altares, figuras y pinturas al óleo. El altar mayor tenía forma piramidal y contaba con tres cuerpos; en el primero, el más bajo, sobresalía en su centro el tabernáculo donde se exponía el Santísimo Sacramento que se abría y cerraba por medio de un tornillo giratorio, que se le daba vuelta fácilmente y que hacía que subiesen o bajasen dos niños de madera esculpidos como angelitos; en el resto del altar habían figuras de la virgen María, sus padres y otros santos. En el brazo occidental del templo, se encontraba una sacristía de 14 varas de largo y siete de ancho que comunicaba con el claustro o patio del convento adyacente; dicho claustro estaba rodeado de arcos de mampostería (tras el cual se distribuían las celdas monacales) y en él había una pila rodeada de arietes cultivados de flores; el convento tenía dos puertas: una hacia el sur, de cara a la plaza, a pocos metros de la fachada de la iglesia; y otra hacia el norte, que era llamada de campo, ya que por ahí entraban los animales de carga.
El templo y el edificio que anteriormente fuese el convento serían restaurados después del sismo de 1854, pero solo se repararía una de las torres del templo, específicamente la del oriente que serviría de campanario. El terremoto del 19 de marzo de 1873 destruyó definitivamente tanto el templo como el entonces cuartel.

##### Construcción e historia de la segunda catedral
Luego del terremoto de 1873, la junta parroquial de San Salvador, acordó con la orden de los dominícos el intercambió sus respectivos predios para construir sus nuevas iglesias. Posteriormente, en enero de 1878, el gobierno accedió a la solicitud de la Junta Parroquial para que también se le concediera el sitio que ocupaba el cuartel de Santo Domingo, con el objeto de aumentar la localidad en que debe edificarse la iglesia parroquial; dicho sitio, que pertenecía a la Municipalidad, se compró por la suma de 6,148 pesos.
El 30 de septiembre de 1880, el cabildo eclesiástico presidido por el tercer obispo de San Salvador monseñor Luis Cárcamo y Rodríguez daría inicio a la reconstrucción del templo. Los planos fueron levantados por el arquitecto José Dolores Melara; la dirección de los trabajos fue asumida por el provisor y vicario general de la diócesis el canónigo Miguel Vechiotti; y la ejecución de la obra se encomendó al arquitecto, escultor y pintor Pascacio González. Para su construcción se invirtieron 200 mil pesos reunidos a base de contribuciones diarias de las señoras del mercado, limosnas de feligreses y contribuciones de gentes adinerada.
La nueva catedral, aún incompleta, se estrenó el 29 de junio de 1888 por la consagración del cuarto obispo de San Salvador monseñor Antonio Adolfo Pérez y Aguilar; evento al que asistió el presidente general Francisco Menéndez y demás miembros del gobierno, y en el que estuvo como consagrante monseñor Manuel Francisco Vélez prelado de la diócesis de Comayagua.
El templo fue construido con la mejor madera del país y tenía techo de hierro galvanizado. Tenía forma de casi una cruz griega, con el eje mayor de sur a norte de 72.5 metros y el eje menor de oeste a este de 72 metros; el edificio tenía una altura de 11.9 m con una cúpula de 23.5 por 8.5 m que se alzaba a de 23 m del piso. Poseía una nave central y dos laterales, con siete puertas de acceso; y un ábside con ornamentaciones y pinturas.
El 11 de febrero de 1913, el papa Pio X elevó la diócesis de San Salvador a arquidiócesis, a la vez que creó las diócesis sufragáneas de Santa Ana y San Miguel; por lo que el obispo monseñor Pérez y Aguilar pasó a ser el primer arzobispo de San Salvador. El 8 de agosto de 1951, esta segunda catedral fue consumida por un incendio.

### Catedral moderna
Desde 1951 hasta 1956, quedó vacío el solar de la catedral sin haberse empezado construcción alguna. En 1953 se llevó a cabo un concurso para elaborar un diseño para una nueva catedral, pero este concurso fue declarado desierto en el 9 de mayo del mismo año. Después de solicitar un diseño a Europa. En el 11 de marzo de 1954, el arzobispado informó que los planos elaborados por el arquitecto Dominikus Böhm habían llegado de Alemania. En 1956, el arzobispo Luis Chávez y González emprendió las obras de reconstrucción, se colocó la primera piedra en el viernes 12 de octubre. de la catedral que se prolongaron por cuatro décadas.

#### Durante los años 1970 y la guerra civil de El Salvador
En 1977, cuando el arzobispo Óscar Romero sucedió a monseñor Chávez, encontró los trabajos de construcción a mitad de camino. Él utilizó el templo en sus celebraciones dominicales, a pesar de que no estaba concluido. Allí pronunció la mayoría de sus homilías en defensa de los derechos humanos. Romero difirió la terminación de la catedral para financiar proyectos en beneficio de los pobres.
Durante este tiempo, la catedral fue testigo de los numerosos conflictos sociales que vivía el país. El 6 de agosto de 1975, el Bloque Popular Revolucionario (BPR) se tomó el templo en protesta por la represión gubernamental. Fue la primera de varias tomas de catedral que se sucedieron hasta 1980. Monseñor Romero nunca aprobó las tomas de templos, pero se mostró comprensivo con los que realizaban estos actos, pues reconocía los pocos espacios de protesta legal que existían en el país. El 8 de mayo de 1979, durante una de las tomas de catedral, 24 manifestantes que participaban en una toma fueron asesinados en las gradas del templo, por las fuerzas de seguridad de El Salvador, este acto se conoció como la "masacre de las gradas de catedral".
Una tragedia incluso mayor ocurrió el domingo 30 de marzo de 1980, durante el entierro de monseñor Romero; que había sido asesinado por un comando ultraderechista, cuando 44 personas murieron durante una estampida después que las fuerzas de la seguridad dispararan desde el Palacio Nacional contra los feligreses que formaban el cortejo fúnebre.  El arzobispo Arturo Rivera y Damas, sucesor de Romero, continuó las obras de construcción del templo, pero durante las obras, fue severamente dañado por el terremoto de San Salvador del 10 de octubre de 1986. Los trabajos de construcción se reiniciaron hasta  1990.

#### Tras los Acuerdos de Paz

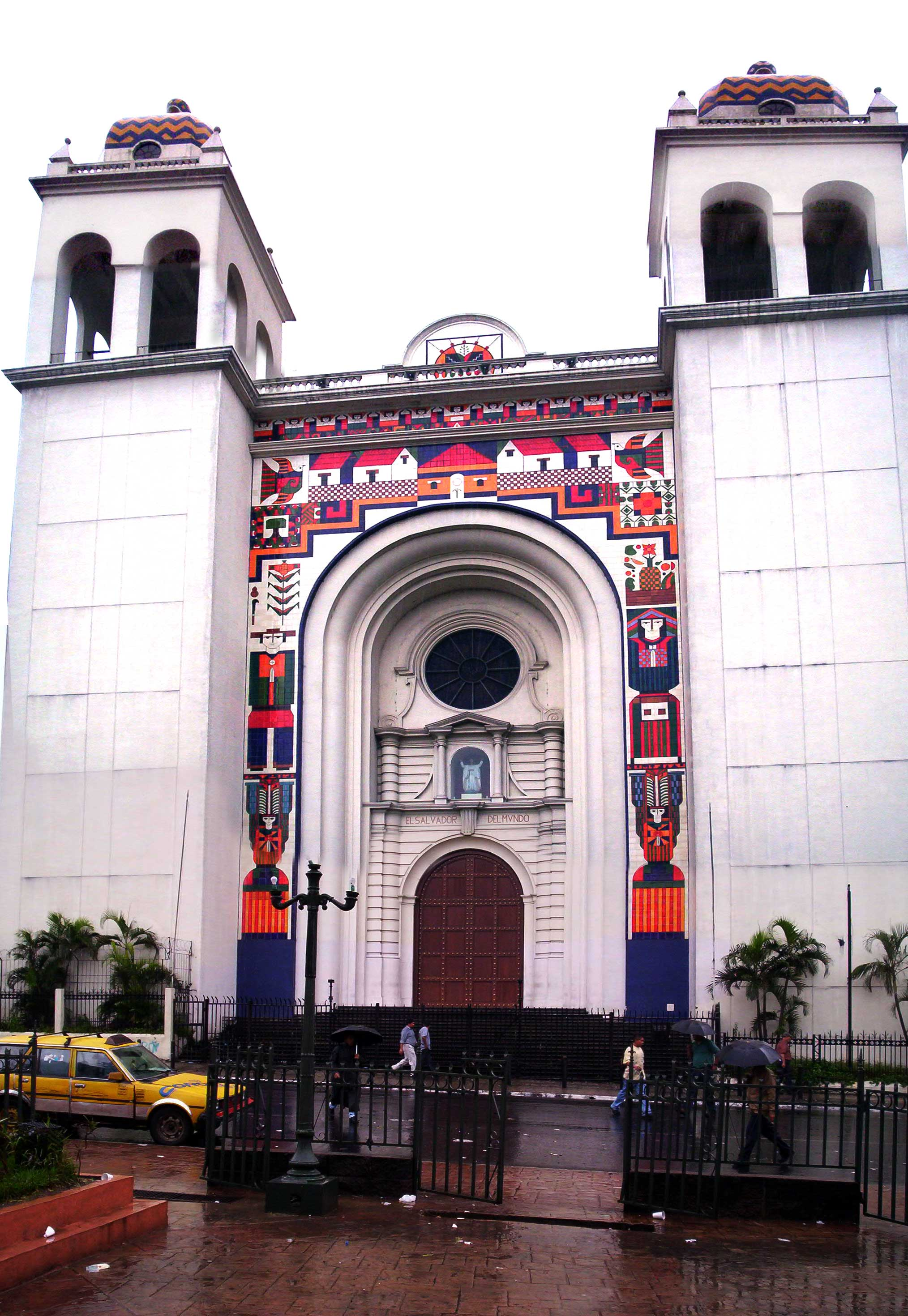
Catedral Metropolitana con el mosaico de Fernando Llort "La Armonía de mi pueblo.

En 1992, la plaza frente a la catedral fue el escenario de las celebraciones populares por la firma de los Acuerdos de Paz de Chapultepec. La iglesia fue visitada dos veces por el papa Juan Pablo II quién dijo que la catedral está “estrechamente ligada a los gozos y esperanzas del pueblo salvadoreño”. Durante sus visitas en 1983 y 1996, el Papa se arrodilló y oró ante la tumba del arzobispo Óscar Romero, asesinado en el año 1980, que está enterrado en la cripta de la Catedral. La catedral, fue finalmente terminada y consagrada, el 19 de marzo de 1999 por monseñor Fernando Sáenz Lacalle.
Desde ese entonces, la fachada ostentaba un mosaico con motivos artesanales del artista Fernando Llort llamada La armonía de mi pueblo, que combinaba lo ancestral y precolombino con la iconografía cristiana, el cual comenzó a ser retirado en diciembre del año 2011 por decisión de la jerarquía católica y en medio de cierta controversia, ya que la Secretaría de Cultura del país tenía en proceso de declararlo como bien cultural.

## Diseño

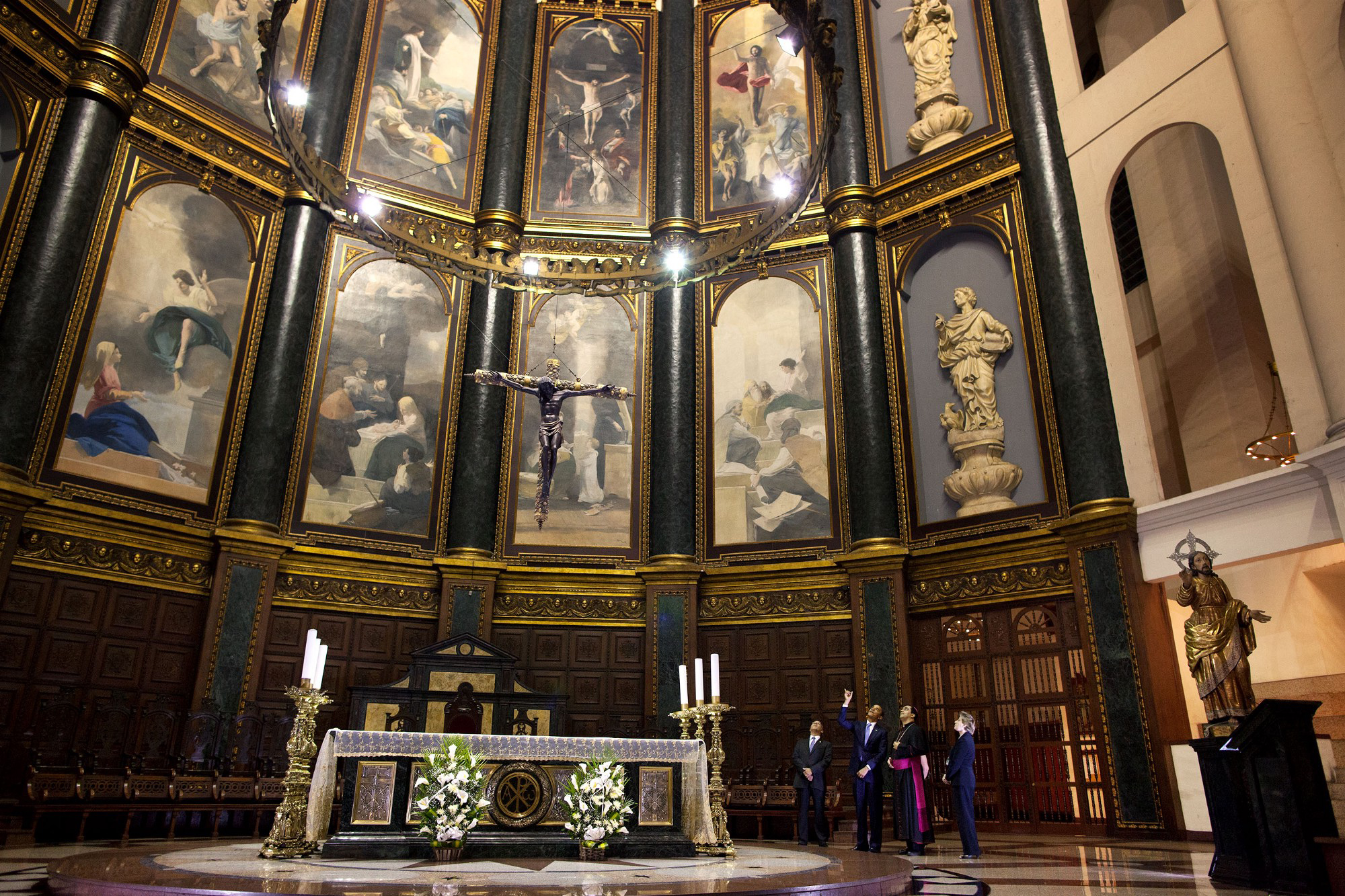
Visita del Presidente de Estados Unidos Barack Obama a la Catedral Metropolitana de San Salvador, El Salvador, con el Arzobispo José Luis Escobar Alas, 22 de marzo de 2011.
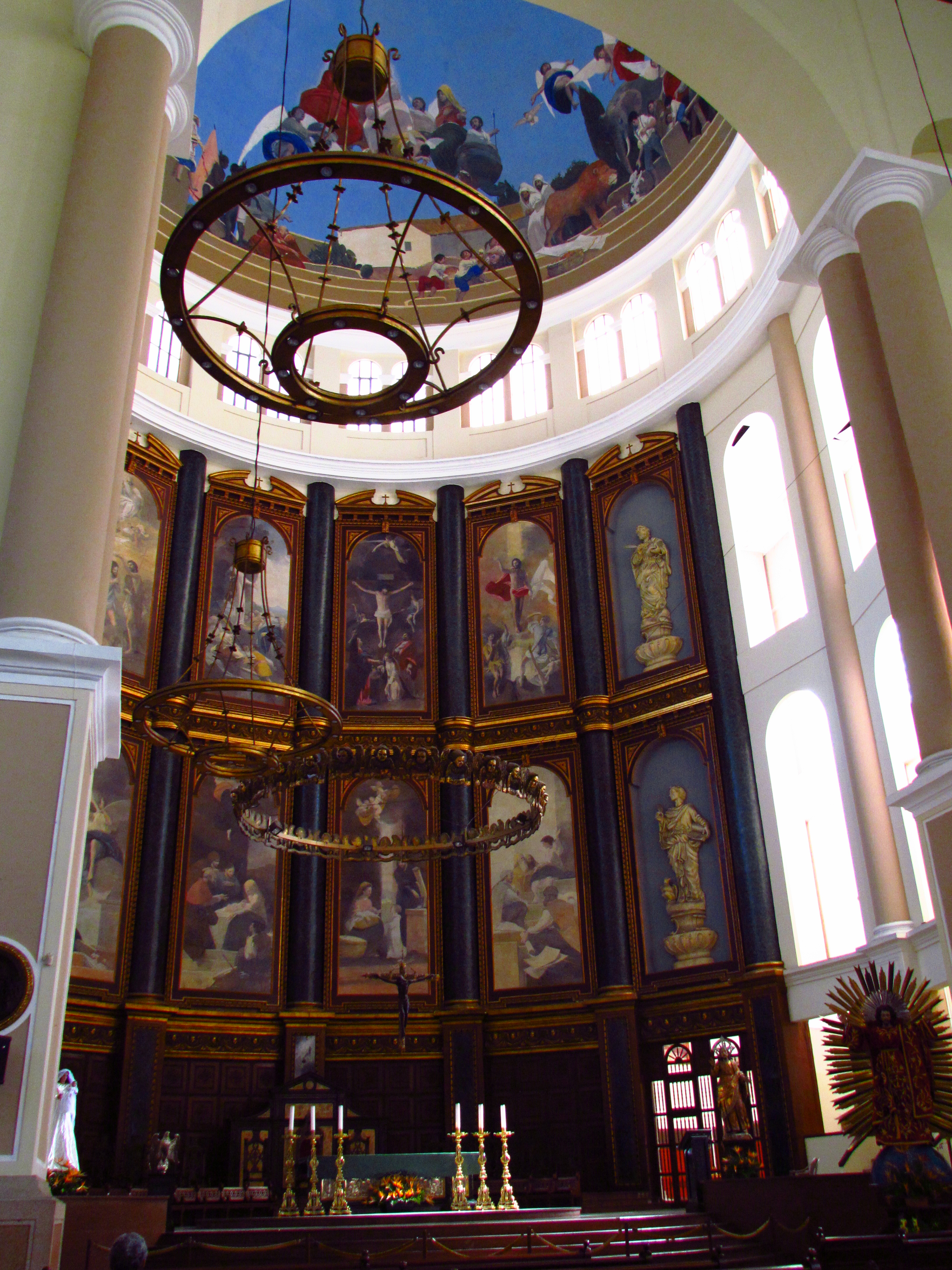
Altar principal con la cátedra del Arzobispo de San Salvador.
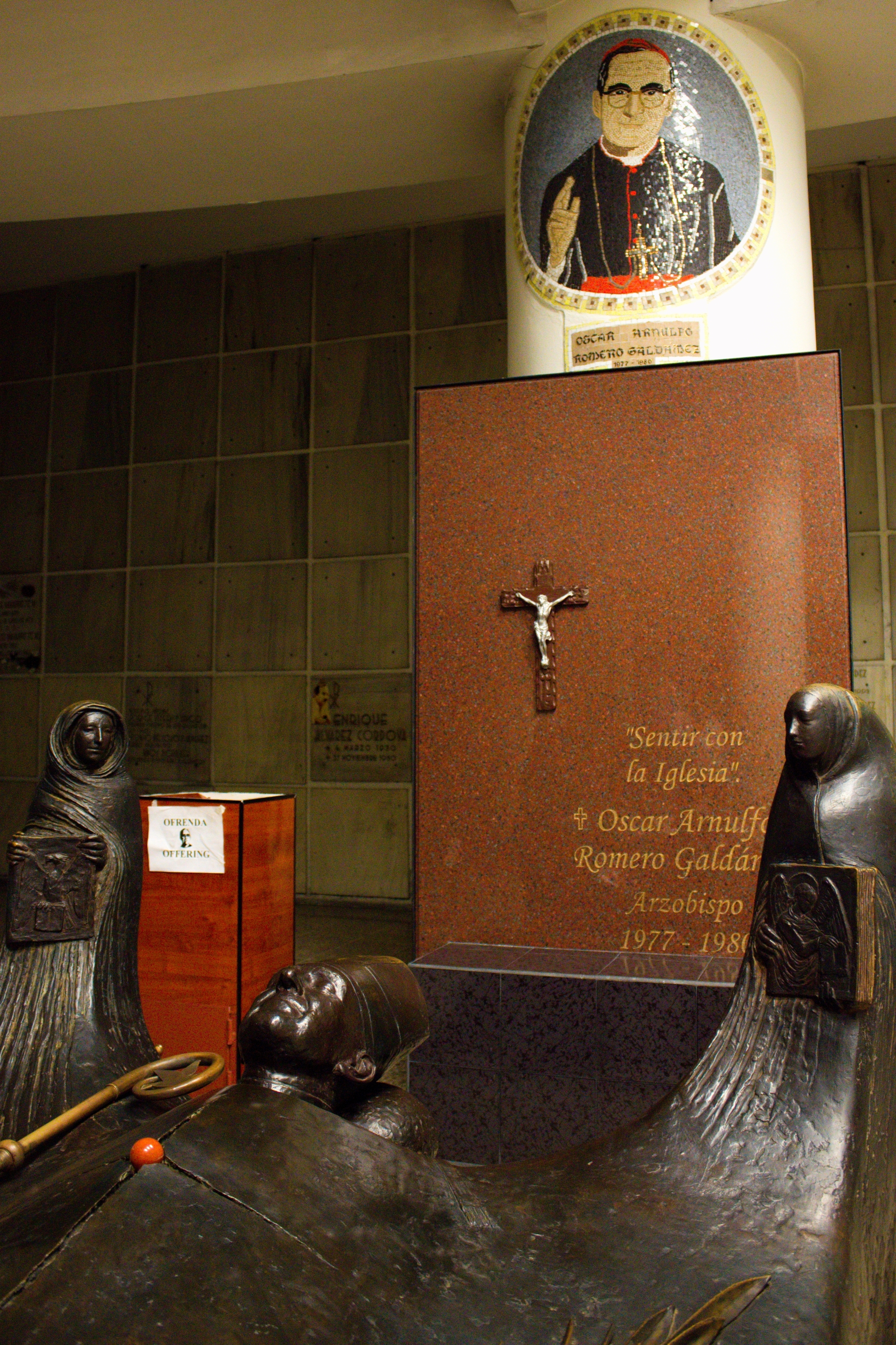
Tumba de Monseñor Oscar Romero, Catedral Metropolitana de El Salvador.

La catedral tiene una arquitectura ecléctica que combina el estilo neorrenacentista con el bizantino. Fue construida en concreto con armazón de acero. Su fachada posee dos torres de campanario, y en su cúpula cuenta con un domo que se levanta sobre el altar mayor y que tiene una altura de quince pisos.
Tiene una forma de cruz latina, con una sola nave y con ausencia de columnas. En su interior, posee dos capillas a cada lado, la capilla derecha tiene un retablo renacentista para la escultura de la Virgen María, hecho de madera retocada con pan de oro; la capilla de la izquierda es la capilla del Sagrario, ubicado en una vitrina de madera que imita el mármol con hileras de candelabros en latón dorado, siendo el custodio hecho de una fina pieza de plata granadina. Al frente, se encuentra el retablo del altar mayor, adornado con pinturas elaboradas por el artista español Antonio García Ibáñez en 1990, quien también pintó los frescos interiores de la cúpula mayor.
En el altar mayor hay una pieza manierista, casi barroca, del Divino Salvador del Mundo que fue restaurada en 2008 y que probablemente data del siglo XVII, aunque según la tradición fue un regalo del emperador Carlos V en el siglo XVI. También está colocada la imagen del Cristo Transfigurado, conocido como el "El Colocho" debido a su cabello rizado, que fue esculpida por el fraile franciscano Silvestre García en 1770 y que es la que cada cinco de agosto, desde la época de Silvestre García (quien inició la tradición) sale en procesión y se transfigura, para lo cual se hace una escenografía monumental frente a catedral, lo cual fue declarado patrimonio cultural intangible de la Nación.

### Cripta
Bajo la planta de la catedral se encuentra un amplio espacio denominado como “la cripta”, en la que existen dos capillas. Justo debajo del altar del templo se encuentra el mausoleo del santo y mártir Óscar Romero, detrás del cual se encuentran los nichos que contienen los restos de obispos y arzobispos de la Iglesia católica salvadoreña; y algunos laicos, entre ellos el de Enrique Álvarez Córdova.